# Branchiomma pseudoviolacea
Branchiomma pseudoviolacea är en ringmaskart som först beskrevs av Augener 1922.  Branchiomma pseudoviolacea ingår i släktet Branchiomma och familjen Sabellidae. Inga underarter finns listade i Catalogue of Life.